# Номоканон Светог Саве
Законоправило, Крмчија или Номоканон Светог Саве (грч. номос — „грађански закон”, канон — „црквено правило”) представља рецепцију византијског права и Номоканона. Иако преузета из византијских извора, Законоправило је била потпуно нова компилација световних и црквених норми. Архиепископ Сава је у Законоправило уткао свој ауторски печат тако што је норме из византијског права прилагодио друштвеном контексту Србије. Сматра се да је Законоправило Светог Саве настало почетком 13. века (1219. или 1220. године), после добијања аутокефалности српске цркве. Први је српски правни акт и писан је на народном језику.
Као извори за писање Законоправила, архиепископу Сави су послужили: Номоканон у 50 наслова, Номоканон у 14 наслова (тзв. Фотијев номоканон), тумачења угледних правника Аристина и Зонаре, као и превод Прохирона (под називом „Закон градски”).

## Историјат
Током владавине династије Немањића (1166—1371), српска средњовековна држава развијала се у сфери политике, религије и културе. Изграђен је велики број манастира, много више него у претходним вековима. Држава се ширила на пространству између три мора, а градски живот достигао је високи степен развоја. Трговина, рударство и мануфактура су знатно напредовале.
Подизање државе из ранга кнежевине у ранг краљевине (1217) и стицање црквене аутокефалности (1219) последица су екстензивног политичког напора Стефана Немање (родоначелник династије) и његових синова Стефана Немањића (првог српског краља) и Растка Немањића-Саве (првог српског архиепископа). Да би поставили трајни темељ за ову новонасталу независну државу, било је неопходно створити правни систем који установљава прописе за српску краљевину и цркву. Током овог периода, само цар је могао да установи законе и остале праве акте. Како је држава напредовала, напредовала је и индустрија тако да је правни систем морао да регулише разноврсне правне односе. Пре ере Немањића Србијом није владао цар, тако да претходни владари нису могли створити законске кодексе који би регулисали односе у држави и цркви. Српски владари управљали су државом појединачним правним актима. Да би превазишао овај проблем и организовао правни систем након стицања црквене независности, Свети Сава је објавио Законоправило 1220. године.
Законоправило је нераздвојно повезано са стицањем црквене аутокефалности. Свети Сава се 1219. године упутио у Никеју са циљем да од васељенског патријарха покуша да издејствује независност Српске православне цркве. Претпоставља се да је номоканон већ тада био готов, јер је тешко поверовати да би патријарх прихватио стварање српске аутокефалности, а да претходно није имао увид у књигу која би регулисала функционисање нове цркве. Након тога, при повратку у Србију, Свети Сава кратко се задржао у Солуну где је завршио рад на номоканону. Највероватније је започео са писањем Законоправила 1208. године док је био на планини Атосу (Света гора, Халкидики).

## Византијски номоканони
У номоканонима су били прикупљени царски закони (номои), црквени прописи (канони), тумачења угледних правника.
Први пут се овакав црквени зборник помиње 451. године у вези са одлукама Халкидонског сабора. У овај зборник укључени су скраћени текстови свих правила — синопсис. Састављање овог зборника приписује се Стефану Ефеском, по коме је и назван Синопсис Стефана Ефеског. Састављање црквено-грађанског зборника, у коме се материја излаже систематски према правним питањима која обрађује, приписује се цариградском патријарху Јовану III Схоластику. Овај зборник садржи и делове 12 новела цара Јустинијана који се односе на црквено-правну проблематику. Познат је као Номоканон Јована Схоластика (око 550), а негде га зову Синтагма Јована Схоластика.
Уколико су у зборнику номоканонског типа изложена само правила без тумачења он се назива синтагма. Почетком 7. века у време патријарха Сергеја (610—638) настаје црквени зборник Канонска Синтагма, коју је правник Јулијан спојио са збирком закона из Јустинијановог законодавства (Collectio tripartita), непознатог састављача из истог раздобља. Тако је настао Номоканон у 14 наслова. У овај номоканон су 883. унета правила Трулског и Другог Никејског сабора, затим правила помесних Цариградских сабора и великог броја световних сабора. Патријарх Фотије је за овај номоканон написао предговор и он је назван по њему. Фотијев номоканон је 920. одлуком Цариградског сабора, коме је присуствовало четири патријарха источних цркава, постао и званичан правни акт хришћанске цркве.
Сваки номоканон садржи:
1. правила светих апостола,
2. правила десет помесних сабора,
3. правила шест васељенских сабора,
4. правила светих отаца.

## Методијев номоканон
Први словенски номоканон саставио је Методије (око 868. године). To би био Liber Sclavorum qui dicitur Methodius, поменут у Краљевству Словена, делу попа Дукљанина из Бара, написаном између 1167. и 1173. године. Своје име законик је носио по словенском просветитељу Методију, који је био његов састављач. Састојао се од Методијевог превода Номоканона Јована Схоластика око 550. и из Закона судњи људем (словенска прерада Еклоге). Еклога (избор закона) је византијски зборник из 740. године, донет за време царева Лава III и Константина V. То је скраћена верзија Јустинијановог зборника. Методијев номоканон (како је био назван овај законик) је вероватно израђен пред Методијев полазак у Доњу Панонију, код кнеза Коцеља и његових Словенаца (869—870. и 873—874) и био је намењен свим Словенима.

## Садржина Законоправила
Свети Сава је 1220. године саставио номоканон под називом Законоправило. Неки аутори тврде како се Законоправило може сматрати првим српским уставом (нпр. Миодраг Петровић), међутим, већина истиче да се овај модерни термин не може применити у односу на средњовековни писани акт.
Законоправило или Крмчија је регулисало веома велику област друштвених односа, како црквених тако и грађанских. Део који се односио на црквено право сачињавали су: Синопсис Стефана Ефеског, Номоканон Јована Схоластика, Номоканон у 14 наслова (Фотијев номоканон), Номоканон у 50 наслова, тумачења канониста Аристина и Зонаре....Док је део који се односио на грађанско право садржао: Изводе из Новела Јустинијанових (око 550), правни зборник који је саставио Јован Схоластик, Collectio tripartita, збирку закона из Јустинијановог законодавства и Прохирон (Закон градски) из 879. године, зборник византијског грађанског, кривичног и процесног права.
Законоправило је била потпуно нова компилација световног и црквеног права, преузета из византијских извора, али прилагођена друштвеном локалном контексту Србије. Српско средњевековно право није познавало правне нетранспланте јер су сви прописи преузети из римско-византијског права. Србија је постала део европске и хришћанске цивилизације. У Србији, светосавски номоканон назива се и божанским законом.
Законоправило има 70 глава: 6 уводних, 44 црквеног права и 20 световног права. Законоправило није само пуки превод византијских грађанских и црквених правних аката, него садржи и тумачења канониста Аристина и Зонаре. Због тога Законоправило има своју оригиналност и вредност. Сава је у своје Законоправило унео бројне прописе о заштити сиромашних, обесправљених и угрожених слојева друштва. Сава је у Законоправилу нагласио складан однос између духовне и световне власти. Тако је, захваљујући Сави, у Србију пресађена теорија симфоније (сагласја) у двоструком погледу: равноправност између државе и цркве, а не државна власт над црквом и равноправност између православних цркава, а не хегемонија Цариградске патријаршије. Законоправило је јединствено међу номоканонима из следећих разлога: архиепископ Сава је при састављању Законоправила користио тумачења истакнутих правника истакнутих византијских канониста Аристина и Зонаре, при чему је предност дата Зонари и садржао је Прохирон (под називом „Закон градски”).
Сачувано је више преписа Савиног Законоправила.
- Иловички препис је настао 1262. године у манастиру Светог Арханђела Михаила на Иловици, данашњи манастир Светих Арханђела код Тивта, где се налазило седиште Зетске епископије. Писан је на пергаменту и има 398 листова. Чува се у библиотеци Хрватске академије знаности и умјетности у Загребу.
- Рашки препис је настао 1305. године у Петровој цркви у Расу. Писан је на пергаменту и има 427 листова. Чува се у Историјском музеју у Москви.
- Дечански препис је настао око 1340. године. Писан је на танком пергаменту и има 284 листова. Чува се у библиотеци манастира Дечани.
- Пчињски препис је настао око 1370. године. Писан је на хартији, у кожном је повезу и има 305 листова. Чува се у Српској Академији Наука и Уметности у Београду.
- Морачки препис је настао око 1615. године. Писан је на хартији и има 347 листова. Чува се у Музеју Српске православне цркве у Београду.
- Сарајевски препис настао је у XIV веку.
- Хиландарски препис настао је у XIV веку.
- Београдски препис настао је у XV веку.
- Пећки препис настао је у XVI веку.
- Савински препис настао је у XVI веку.
- Законик Јована Злокруховића настао је у XVII веку.
- Номоканон из Сентандреје настао је у XVII веку.

Законоправило је послужило као основа законодавству српских владара, укључујући и Душанов Законик из 1349. и 1354. године (чланови 6, 8, 11, 101, 109 и 196). Првобитно у Савином Законоправилу нису били Закон судњи људем и Суд цара Леона и Константина (словенске прераде Еклоге). Штампани текст их садржи. Законоправило је постало први законик обновљене Србије, и то почетком маја 1804, тек што је почела Српска револуција. Прота Матеја Ненадовић је тиме настављао Методијев и Савин законодавни рад. На Законоправило наилазимо и у Српском грађанском законику из 1844. године (чланови 93 и 94). У 19. веку је продужено оно што је започето још у 9. веку.
И поред вишевековног прекида државности Срби су сачували своју снагу изграђивања и чувања законског поретка.